# Mil·liari

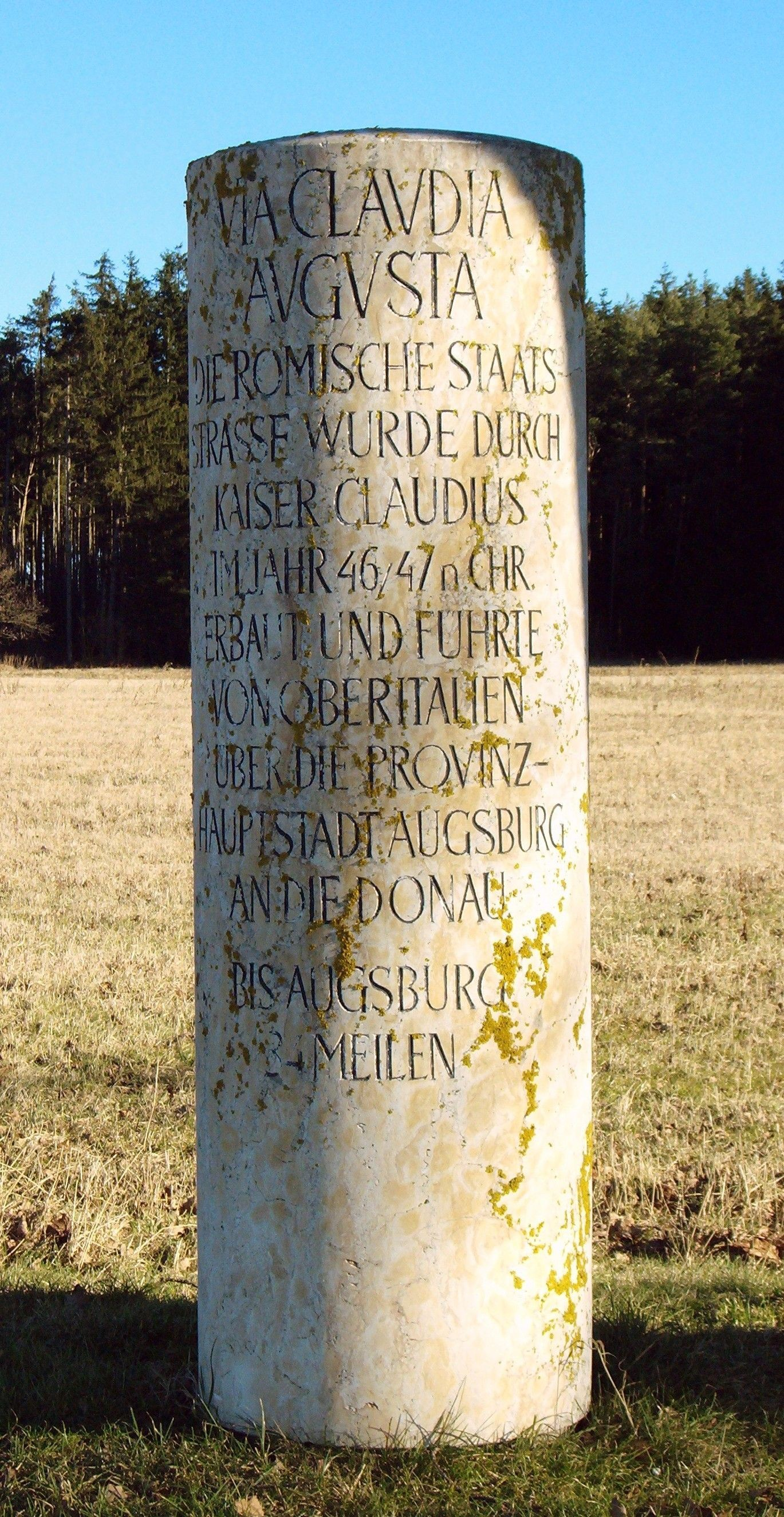
Rèplica d'un mil·liari a la Via Claudia Augusta prop d'Unterdiessen (Alemanya).

Un mil·liari o pedra mil·liar (procedent del llatí miliarium) és una columna cilíndrica, oval o paral·lelepípeda que es posava a la vora de les calçades romanes per assenyalar les distàncies cada mil passus (passes dobles romanes) és a dir, cada milla romana, la qual cosa equival a una distància d'uns 1.481 metres aproximadament.

## Descripció
Acostumava a ser de pedra, amb una base cúbica o quadrada i mesurava entre 2 i 4 m d'alçada, amb un diàmetre de 50 a 80 cm. Normalment portaven una inscripció que indicava
1. El títol complet de l'emperador sota el mandat de qui es construïa o modificava la calçada.
2. La distància fins a Roma o la localitat més important de la via, amb els noms dels llocs per on passava.
3. El nom del governador o de la unitat militar responsable de les obres i el nom de l'emperador a qui anava dedicada la calçada.
4. L'expressió refecit o reparavit si es tractava d'una obra de manteniment de la via.

## Història

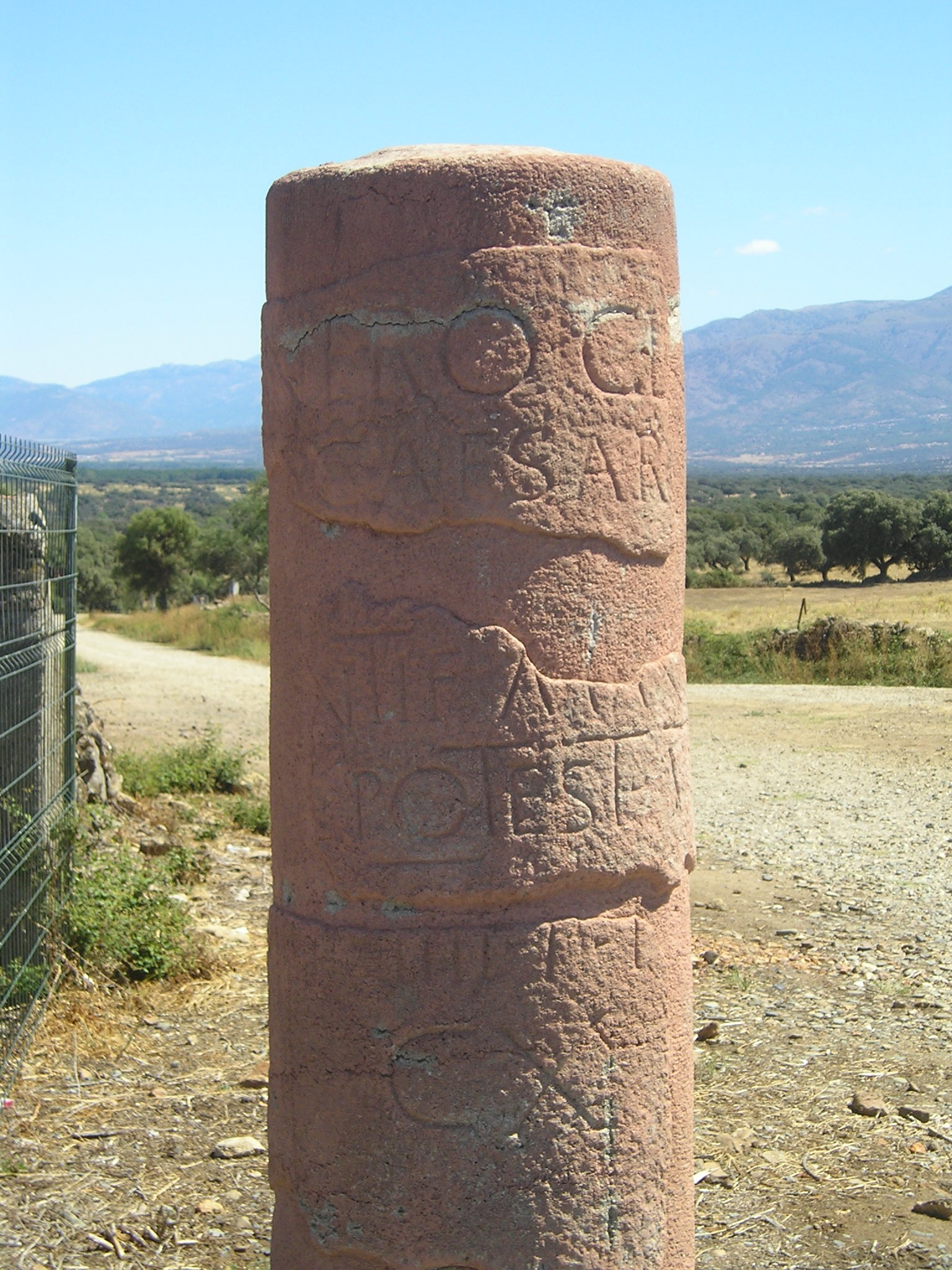
Mil·liari de Neró a la Via de la Plata al Municipium Caparà (Cáparra), al nord de Càceres.

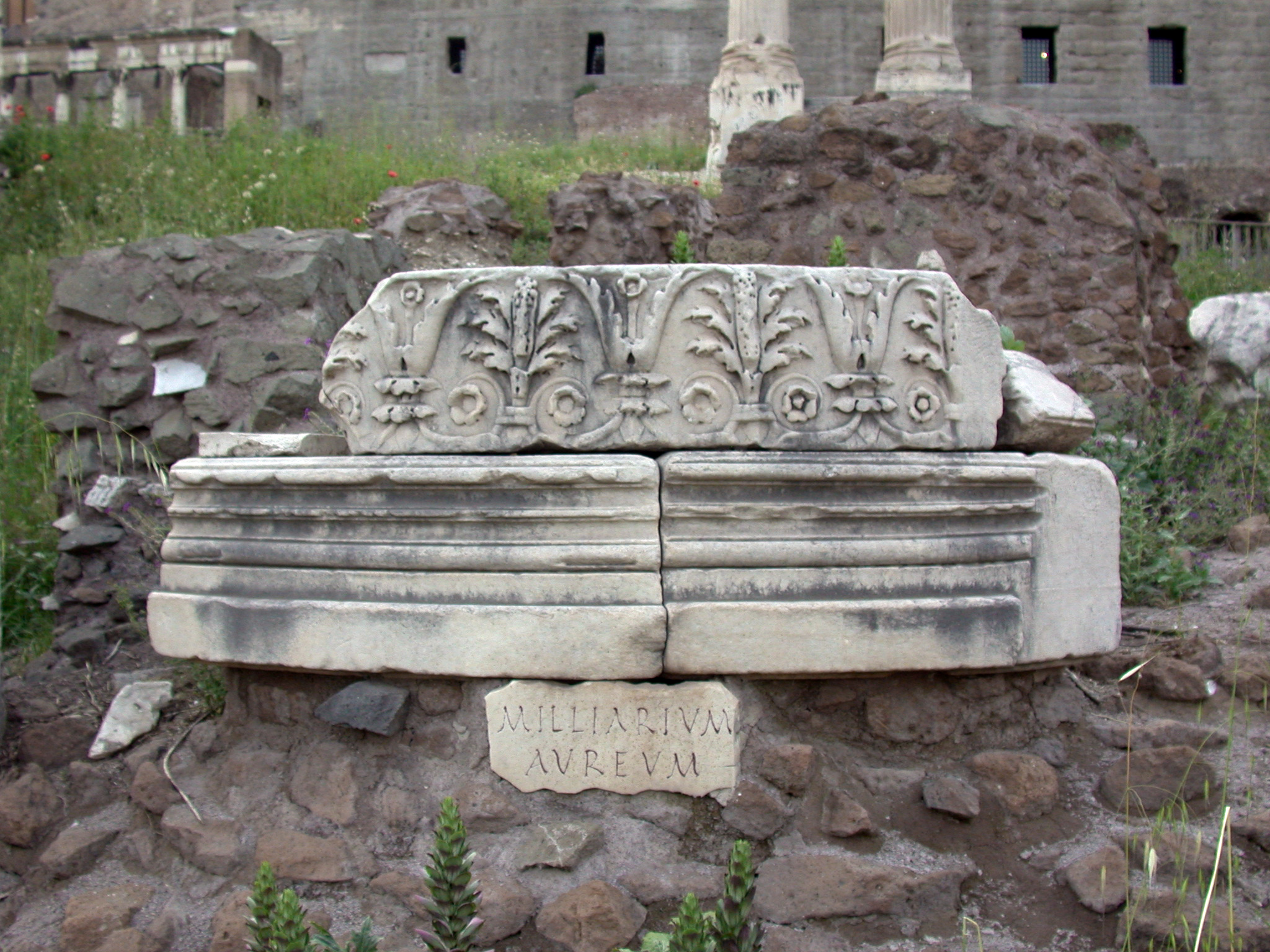
Mil·liari d'or al Fòrum Romà, que servia de punt i inici a les calçades romanes d'Itàlia.

Els primers mil·liaris coneguts daten del període final de la República romana, però la immensa majoria dels conservats van ser realitzats sota l'Alt Imperi i, en menor mesura, al segle iii i al segle iv. Sembla que va ser Juli Cèsar qui va mesurar amb precisió les vies romanes i August va instaurar definitivament la senyalització de les vies pels mil·liaris. En temps d'aquest emperador una columna de marbre amb una placa daurada, situada al Fòrum, prop de les escales que pujaven al temple de Saturn, que assenyalava el lloc on les grans vies divergien cap a les diferents portes de Roma, i aquest pilar era conegut com a Milliarium Aureum, segons diu Cassi Dió. Plini el Vell diu que aquest mil·liari s'anomenava "in capite Romani Fori sub aedem Saturni" (a l'inici del Fòrum romà sota el temple de Saturn). També va existir un Milliarium Aureum a Constantinoble, construït per Constantí I el Gran a imitació del d'August, que es trobava proper a l'església de Santa Sofia. Probablement existia un monument semblant a cada província. Una descripció conservada de l'època romana, l'Itinerari d'Antoní, és segurament el recull de les senyalitzacions iniciades per Juli Cèsar i continuades per August, recollides fins probablement l'època de Dioclecià. Les milles romanes que indicaven els mil·liaris no es contaven des del Milliarium Aureum, sinó des de les portes de la ciutat.
La major part dels mil·liaris portaven inscripcions gravades directament, depenent de la importància de la calçada o de la proximitat o allunyament de Roma, o de les ciutats d'origen i destinació. La inscripció constava sempre d'una sèrie de parts ben definides.
Al segle iv, els mil·liaris van perdre funcionalitat indicativa, transformant-se en un element de propaganda política dels emperadors.
A l'occident de l'Imperi, els últims mil·liaris van ser realitzats en nom dels coemperadors Teodosi I, Honori i Arcadi, i amb les invasions bàrbares i la desintegració de l'Imperi es van deixar d'instal·lar, en desaparèixer el manteniment de les calçades.
A la part oriental de l'Imperi, van continuar mantenint les vies fins al segle vi, encara que els mil·liaris es van anar tornant cada vegada més rars fins a deixar de ser erigits, ja que, en estar escrits en llatí, van perdre la seva funcionalitat entre una població que només parlava grec, arameu o copte.
S'han conservat algunes d'aquestes inscripcions. A la Gàl·lia s'han conservat mil·liaris on les distàncies estaven marcades en leugae, una unitat de longitud local d'uns 1.500 passos, una mica més gran que la milla romana.